# Валер-суз-Урсен
Валер-суз-Урсен (фр. Valeyres-sous-Ursins) — громада  в Швейцарії в кантоні Во, округ Юра-Нор-Водуа.

## Географія
Громада розташована на відстані близько 65 км на захід від Берна, 24 км на північ від Лозанни.
Валер-суз-Урсен має площу 2,9 км², з яких на 3,9% дозволяється будівництво (житлове та будівництво доріг), 76,8% використовуються в сільськогосподарських цілях, 19,3% зайнято лісами, 0% не є продуктивними (річки, льодовики або гори).

## Демографія
2019 року в громаді мешкало 227 осіб (-1,7% порівняно з 2010 роком), іноземців було 3,5%. Густота населення становила 79 осіб/км².
За віковим діапазоном населення розподілялося таким чином: 20,7% — особи молодші 20 років, 56,4% — особи у віці 20—64 років, 22,9% — особи у віці 65 років та старші. Було 89 помешкань (у середньому 2,6 особи в помешканні).
Із загальної кількості 46 працюючих 19 було зайнятих в первинному секторі, 16 — в обробній промисловості, 11 — в галузі послуг.